# The Locked Heart
The Locked Heart is een Amerikaanse dramafilm uit 1918 onder regie van Henry King.

## Verhaal
Harry Mason wordt naar huis geroepen en ontdekt dat zijn vrouw in het kraambed is gestorven. Hij is zozeer geschokt dat hij het kind in bewaring geeft bij haar grootvader en zelf een reis om de wereld maakt om zijn verdriet te verwerken. Wanneer hij terug naar huis keert, sluit hij vriendschap met zijn dochtertje zonder dat zij weet wie hij is.

## Rolverdeling
| Acteur           | Personage     |
| ---------------- | ------------- |
| Gloria Joy       | Martha Mason  |
| Henry King       | Harry Mason   |
| Vola Vale        | Ruth Mason    |
| Daniel Gilfether | Kolonel Mason |
| Leon Pardue      | De schurk     |